# Jó srácok
A Jó srácok (eredeti cím: Good Boys) 2019-ben bemutatott amerikai film, amelyet Gene Stupnitsky rendezett.
A forgatókönyvet Lee Eisenberg és Gene Stupnitsky írta. A producerei Lee Eisenberg, Evan Goldberg, Seth Rogen és James Weaver. A főszerepekben Jacob Tremblay, Keith L. Williams, Brady Noon, Will Forte és Molly Gordon láthatók. A film zeneszerzője Lyle Workman. A film gyártója a Good Universe, a Point Grey Pictures és a Quantity Entertainment, forgalmazója a Universal Pictures. Műfaja filmvígjáték.
Amerikában 2019. augusztus 16-án, Magyarországon egy nappal előbb 2019. augusztus 15-én mutatták be a mozikban.

## Cselekmény
A három legjobb barát, Max, Thor és Lucas hatodik osztályba lépve saját személyes dilemmáikkal néznek szembe. Max belezúgott osztálytársába, Brixleebe, Lucas megtudja, hogy szülei válnak, Thor pedig a társai zaklatása miatt nem hajlandó folytatni az éneklést. A népszerű diák, Soren által rendezett partin Maxnek lehetősége adódik megcsókolni Brixleet, a fiú és barátai az apja által őrzött drónt használva kémkednek a szomszéd tinédzser Hannah után, hogy megtanulják a helyes csókolózást. A terv balul sül el és a drón megsemmisül, a fiúk pedig Hannah extasy-sa birtokába jutnak. El akarják kerülni a szobafogságot, ezért lógnak az iskolából, hogy a helyi bevásárlóközpontban vásároljanak egy új drónt, Hannah és barátnője, Lily pedig üldözőbe veszik őket.
A szökés közepette Max, Thor és Lucas eljutnak a bevásárlóközpontba, de megtudják, hogy Hannah és Lily megvették a drónt, és csak az extasy-ért cserébe adják oda a fiúknak. Miután átadják a drogot egy rendőrnek, a fiúknak sikerül új extasy-t szerezniük Hannah volt barátjától, Benjitől, és elcserélik azt a drónra. Ennek ellenére Max nem tudja megakadályozni, hogy apja rájöjjön, hogy ő használta a drónt, és szobafogságba kerül. A barátok között vita alakul ki, és a három fiú útjai elválnak, bár Max magára vállalja a felelősséget a történtekért, hogy Thor és Lucas ne kerüljön bajba.
Aznap este Lucas meggyőzi Maxet, hogy osonjon ki a buliba, és közben ráveszi Maxet és Thort, hogy újra találkozzanak. Max sikeresen megcsókolja Brixleet, miközben Thor és Lucas újra találkozik Hannahval és Lilivel - utóbbiról kiderül, hogy Soren húga -, akik arra bátorítják Thort, hogy folytassa az éneklés iránti szenvedélyét. Az ezt követő hetekben Thor megkapja Stacee Jaxx szerepét az iskola amatőr produkciójában, a Mindörökké rockban, Lucas csatlakozik az iskola zaklatásellenes csoportjához, Max pedig elkezd randizni az osztálytársával, Scouttal, miután a Brixleevel, majd a barátnőjével, Taylorral való kapcsolatai szakítással végződnek. Az iskolai musical előadása után Max, Thor és Lucas kibékülnek, és megígérik, hogy továbbra is jelen lesznek egymás életében.

## Szereplők
| Szereplő         | Színész                | Magyar hang            |
| ---------------- | ---------------------- | ---------------------- |
| Max              | Jacob Tremblay         | Mayer Marcell          |
| Thor             | Brady Noon             | Sándor Barnabás        |
| Lucas            | Keith L. Williams      | Kretz Boldizsár        |
| Hannah           | Molly Gordon           | Csuha Bori             |
| Lily             | Midori Francis         | Mentes Júlia           |
| Soren            | Izaac Wang             | Vida Bálint            |
| Brixlee          | Millie Davis           | Stern Hanna            |
| Benji            | Josh Caras             | Márkus Sándor          |
| Andrew, Max apja | Will Forte             | Miller Zoltán          |
| Lucas apja       | Lil Rel Howery         | Elek Ferenc            |
| Lucas anyja      | Retta                  | Nádasi Veronika        |
| Taylor           | Macie Juiles           | Mayer Szonja           |
| Marcus           | Christian Darrel Scott | Maszlag Bálint         |
| Atticus          | Chance Hurtsfield      | Epres Márton           |
| Soren anyja      | Benita Ha              | Mezei Kitty            |
| Max anyja        | Mariessa Portelance    | Ligeti Kovács Judit    |
| Thor anyja       | Enid-Raye Adams        | Erdős Borcsa           |
| Daniel           | Alexander Calvert      | Novkov Máté            |
| Mr. K            | Matt Ellis             | Horváth-Töreki Gergely |
| Annabelle        | Lina Renna             | Kobela Kíra            |
| Carlos           | Marc Joseph            | Havasi Tamás           |

### Magyar változat
- Főcím: Galambos Péter
- Magyar szöveg: Speier Dávid
- Felvevő hangmérnök: Márkus Tamás
- Rendezőasszisztens és vágó: Kajdácsi Brigitta
- Gyártásvezető: Fehér József
- Szinkronrendező: Tabák Kata

A szinkront a Mafilm Audio Kft. készítette.

## További  információk
- Hivatalos oldal
- Jó srácok a Facebookon
- Jó srácok az Internet Movie Database-ben (angolul)
- Jó srácok a Rotten Tomatoeson (angolul)
- Jó srácok a Box Office Mojón (angolul)